# USS Card
El USS Card (AVG/ ACV/ CVE/ CVHE/ CVU/T-CVU-11/ T-AKV-40) fue un portaaviones de escolta estadounidense de la clase Bogue que prestó servicio en la Segunda Guerra Mundial. Recibió su nombre de Card Sound, una continuación de la bahía Vizcaína, al sur de Miami, Florida. Fue el buque insignia del Grupo de Tareas 21.14 (TG 21.14), un grupo de caza y matanza formado para destruir submarinos alemanes en el Atlántico Norte.
En 1964, mientras operaba como transporte de aviones, el Card se hundió por explosivos colocados por dos comandos del Viet Cong en el puerto de Saigón, Vietnam del Sur. Fue reflotado 17 días después y volvió a estar en servicio después de extensas reparaciones.

## Guerra de Vietnam
El barco fue reactivado el 16 de mayo de 1958, como USNS Card y operó con una tripulación civil bajo el control del Servicio de Transporte Marítimo Militar (MSTS) como un transporte aéreo. El 15 de diciembre de 1961, el Card partió de la Estación Aérea Naval de Quonset Point en Rhode Island , con un cargamento de helicópteros H-21 Shawnee y soldados de Fort Devens, con destino a Vietnam. En la bahía de Subic, en Filipinas, el cargamento y las tropas fueron transferidos al portahelicópteros USS Princeton, que llegó y descargó frente a la costa de Da Nang, el 25 de enero de 1962.
El 2 de mayo de 1964, mientras el Card se encontraba amarrado en el muelle de Saigón, un soldado del Viet Cong colocó una carga explosiva que hizo un agujero en el casco, matando a cinco tripulantes. El Card se hundió en 20 pies (6,1 m) de agua. Fue reparado, bombeado y sacado a flote el 19 de mayo, antes de ser remolcado a la bahía de Subic y luego a Yokosuka para reparaciones. El Card volvió al servicio el 11 de diciembre. El ataque tiene paralelismos con el atentado suicida al USS Cole, en términos de ser un ejemplo de guerra asimétrica "rentable".
Durante la última parte de 1967 y la primera parte de 1968, Card llevó helicópteros militares estadounidenses a la República de Vietnam del Sur. Estos helicópteros fueron ensamblados a bordo del barco por miembros de la 388.ª Compañía de Transporte, 765.º Batallón de Transporte, y luego fueron trasladados al aeródromo del Ejército de los EE. UU. en Vũng Tàu. Desde allí, los helicópteros fueron asignados a unidades de aviación.

## Baja
El Card ingresó a la Flota de Reserva del Pacífico, en Olympia, Washington, el 10 de marzo de 1970, fue vendido para desguace a Zidell Explorations, Inc. por $ 93,899.99, el 14 de mayo de 1971 y retirado de la flota el 9 de junio de 1971.